# Empfängnis
Empfängnis oder Konzeption (von lateinisch conceptio) bezeichnet die Verschmelzung der Eizelle mit einem Spermium bei der Befruchtung vor Entstehung eines Keims. Ihrer Natur nach kann die Empfängnis erst rückblickend beim Beginn einer Schwangerschaft festgestellt werden.

## Etymologie
Die ursprüngliche Vorsilbe war ent-, die sowohl die Richtung auf etwas hin als auch die Trennung von etwas weg benennt. Vor dem Buchstaben f entstand aus der unbetonten Vorsilbe ent- die Vorsilbe emp-, sodass das Verb nun empfangen lautet, das dem ahd. intfāhan entstammt.
Mit Empfängnis gleichbedeutend ist Konzeption, von lateinisch conceptio, abgeleitet von concipere (con-capere, capere), zu Deutsch fangen, nehmen, erfassen, empfangen. Es ist das Stammwort, von dem auch der Ausdruck Kontrazeptiva für die verschiedenen Verhütungsmittel abgeleitet ist.

## Geschichte
Im Volksglauben gab es die Annahme, nach der weder ein Mann noch Geschlechtsverkehr in einem plausiblen Zusammenhang mit dem Zustandekommen einer Schwangerschaft stehe. Vielmehr wurde eine Schwangerschaft auf die Wirkungen von Wasser, des Lichts der Sonne oder des Mondes oder sogar von Nahrungsmitteln zurückgeführt.
Demokrit, Alkmaion, Parmenides, Empedokles und hippokratische Ärzte nahmen an, dass bei der Zeugung beide Geschlechtspartner paritätische „Samen“anteile beisteuern, während Aristoteles den Zeugungsbeitrag der Frau im Menstrualblut (als Stoff für die Keimbildung) und den des Mannes im Samen (als Überträger von Form und Bewegung auf den weiblichen Stoff) repräsentiert sah (vgl. dagegen Präformationslehre).
Eine medizinisch exakte Bedeutung des Begriffes Empfängnis wurde erst durch die Forschungen des Embryologen Karl Ernst von Baer (1792–1876) gefunden, der 1827 die weibliche Eizelle entdeckte. Zuvor herrschte die irrtümliche Annahme, die unter dem Mikroskop entdeckten Spermien des Mannes würden eine Art von „Samen“ darstellen, der allein den Embryo enthält, den die Frau beim Koitus als „fruchtbare Erde“ empfängt, ohne dass auch ihre Erbanlagen zur Entstehung des Kindes beitragen (Präformationslehre). Dabei entstand die falsche Bezeichnung „Samenzellen“ für die Spermien, die wegen der irreführenden Bedeutung heute nicht mehr gebräuchlich ist. Ein Pflanzensame enthält bereits einen pflanzlichen Embryo und kann keinesfalls dazu dienen, eine pflanzliche Eizelle zu befruchten (siehe auch Bestäubung).
Das Eindringen des Spermiums in die Eizelle hatte 1842 der englische Mediziner Martin Barry, ein Schüler von Friedrich Tiedemann, entdeckt.
Infolge der Fortschritte der Reproduktionsmedizin ist eine Empfängnis auch durch eine künstliche Befruchtung möglich.

## Historische Literatur
- Jacob Rueff: Ein schoen lustig Trostbuechle von den empfengknussen und geburten der menschen [...]. Zürich (Christoph Froschauer) 1554; Neudruck, mit einer Einführung von Huldrych M. Koelbing, Zürich 1981.
  - Lateinische Ausgabe: De conceptu et generatione hominis. De matrice et eius partibus […]. Frankfurt am Main 1587; Neudruck Stuttgart o. J.